# Municipio de Sheridan (condado de Jasper)
El municipio de Sheridan (en inglés: Sheridan Township) es un municipio ubicado en el condado de Jasper en el estado estadounidense de Misuri. En el año 2010 tenía una población de 412 habitantes y una densidad poblacional de 3,95 personas por km².

## Geografía
El municipio de Sheridan se encuentra ubicado en las coordenadas 37°18′8″N 94°14′20″O / 37.30222, -94.23889. Según la Oficina del Censo de los Estados Unidos, el municipio tiene una superficie total de 104.37 km², de la cual 104,15 km² corresponden a tierra firme y (0,21 %) 0,22 km² es agua.

## Demografía
Según el censo de 2010, había 412 personas residiendo en el municipio de Sheridan. La densidad de población era de 3,95 hab./km². De los 412 habitantes, el municipio de Sheridan estaba compuesto por el 94,17 % blancos, el 3,4 % eran asiáticos, el 1,46 % eran de otras razas y el 0,97 % eran de una mezcla de razas. Del total de la población el 3,88 % eran hispanos o latinos de cualquier raza.